# Uroš Bogunović
Uroš Bogunović – Roca (Drvar, 15. prosinca 1914. – ?, 26. svibnja 2006.) bio je zapovjednik Šeste krajiške partizanske brigade u Drugom svjetskom ratu, general-major JNA i narodni heroj Jugoslavije. Njegov brat Branko bio je četnički vojvoda.

## Životopis
Njegovi roditelji Ilija i Jovanka doselili su u Drvar iz Like, iz sela Suvaje kod Srba. Uroš je, osim Branka, imao još tri brata (Ljubu, Mitu i Nikolu (Ninu)), kao i tri sestre (Milevu, Nataliju (Natu) i Dušanku). Neposredno pred rat radio je u željezničkoj ložionici u Banjoj Luci. Kada je počeo ustanak, najprije je bio pomoćnik političkog komesara Šeste krajiške udarne brigade, a ubrzo zatim i zapovjednik te brigade. Kasnije je u tijeku rata bio zamjenik zapovjednika Četvrte i Desete krajiške divizije.
Sudjelovao je u borbama kraj Banje Luke, Bosanske Gradiške, Bosanske Dubice, Prijedora, Sanskog Mosta, u tijeku Četvrte neprijateljske ofanzive, u borbama za Sarajevo i drugim.
Osobito se istaknuo u jesen 1942. godine kada je poveo bataljun boraca preko rijeke Une, prodro do Cazina, zauzeo ga i na tom sektoru uspješno vodio mnoge borbe i početkom 1943. godine, na Podvidaču, samo s jednim vodom dočekao i svladao nadmoćnijeg neprijatelja. U članstvo Komunističke partija Jugoslavije primljen je 15. studenoga 1941. godine.
Nakon završetka rata Uroš Bogunović je 1952. završio Višu vojnu akademiju i nalazio se na istaknutim vojnim položajima u Jugoslavenskoj narodnoj armiji, boraveći pri tome u mnogim mjestima SR Hrvatske, SR Srbije i SR Bosne i Hercegovine. Čin general-majora dobio je 1959., a umirovljen je 1963. godine. Nositelj je Partizanske spomenice 1941. i drugih jugoslavenskih odlikovanja. Ordenom narodnog heroja odlikovan je 27. studenoga 1953. godine.
Preminuo je 26. svibnja 2006. godine, a sahranjen je 2. lipnja na zagrebačkom Mirogoju.